# Tercera Federación (Grupo XVII)
El Grupo XVII de la Tercera Federación es el grupo en el que compiten los equipos aragoneses en dicha categoría. es  una categoría no profesional y es la liga de mayor jerarquía del fútbol regional aragonés. Dicha competición esta organizada por la Real Federación Aragonesa de Fútbol.
El Grupo XVII es el heredero de su homónimo desde 2021 del Grupo XVII de Tercera División, que se creó en el año 2006.

## Sistema de competición
El Grupo XVII de Tercera Federación suele estar integrado por 17 clubes.
El sistema de competición es el mismo que en el resto de categorías de la Liga. Se disputa anualmente, empezando a finales del mes de agosto o principios de septiembre, y concluye en el mes de mayo o junio del siguiente año.
Los equipos del grupo se enfrentan todos contra todos en dos ocasiones, una en campo propio y otra en campo contrario. El orden de los encuentros se decide por sorteo antes de empezar la competición. El ganador de un partido obtiene tres puntos, el perdedor no suma ninguno y, en caso de un empate, se reparte un punto para cada equipo.
Al término de la temporada, el primer clasificado (excluyendo a los equipos filiales) se clasifica para disputar la siguiente edición de la Copa del Rey.

### Ascenso a Segunda Federación
Una vez finalizada la temporada regular, el primer clasificado se proclama campeón y asciende directamente a Segunda Federación, mientras que los clasificados entre el segundo y el quinto lugar disputan un playoff territorial para decidir una plaza que da acceso a la Promoción de ascenso a Segunda Federación. Esta promoción consta de una ronda de eliminación directa en la que el vencedor asciende de categoría.

### Descenso a  Regional Preferente
Al término de la temporada los tres últimos clasificados descienden directamente a Regional Preferente de Aragón. Existe la posibilidad de que desciendan además tantos equipos a Regional Preferente de Aragón, como equipos de Aragón que desciendan de la Segunda Federación a Tercera Federación. También puede ocurrir que algunos de los equipos del grupo clasificados para el playoff logre el ascenso a la Segunda Federación, en cuyo caso ascenderían a Tercera Federación tantos conjuntos de Regional Preferente de Aragón como clubes hayan logrado el ascenso a Segunda Federación.

### Equipos filiales
Los equipos filiales pueden participar en Tercera Federación si sus primeros equipos compiten en una categoría superior de la Liga —Primera División, Segunda División, Primera Federación o Segunda Federación—. Los filiales y sus respectivos primeros equipos no pueden competir en la misma categoría; por ello, si un equipo desciende a Segunda Federación y su filial queda primero o gana los playoff de ascenso a esta categoría, deberá quedarse obligatoriamente en Tercera Federación. Del mismo modo, un filial que se haya clasificado para la fase de ascenso a Segunda Federación no puede disputarla si el primer equipo milita en dicha categoría. En este caso, lo sustituye el sexto clasificado. Esto no será así si el primer equipo milita en Segunda Federación, pero se clasifica para la fase de ascenso a Primera Federación.

## Equipos participantes
La Tercera Federación 2021-22 fue disputada por los siguientes equipos:

La Tercera Federación 2022-23 fue disputada por los siguientes equipos:

La Tercera Federación 2023-24 fue disputada por los siguientes equipos:

La Tercera Federación 2024-25 fue disputada por los siguientes equipos:
La Tercera Federación 2024-25 es disputada por los siguientes equipos: